# Прехипертензија
Прехипертензија  означава распон између нормалног и високог крвног притиска, или најблажи облик или први степен повећаног крвног притиска или хипертензије, која се дели на три категорије; прехипертензију, хиперетенија стадијума I и хиперетенију стадијум II. Иако многи сматрају да прехипертензија није болест јер обично не изазива симптоме, вечина клиничара сматра да  прехипертензија изазива хипертензију и повећава  ризик за настанак срчаног удара, инфаркта мозга као и инсуфицијенције срца. Зато она има посебан значај у превенцији кардиоваскуларних болсти.
За рзлику од хипертензије прехипертензија се карактерише благим повећањем вредности крвног притиска - систолног у распону од 120 до 139 мм живиног стуба, и дијастолног притиска у распону од 80 до 89 mmHg.
Прехипертензија има прогностички значај, и сматра се алармантним знаком који указује на то да код пацијента у нарденом периоду живота може доћи до трајног настанка повећаног крвног притиска  у случају не придржавања општих превентивних мера или адекватне терапије.

## Опште  информације
Крвни притисак састоји се из две нумеричке вредности:
- прва,  се односи на вредност притиска у артеријама приликом срчане контракције,
- друга, се односи на притисак у артеријама између две срчане контракције или откуцаја.

| Крвни притисак                             | Систолни крвни притисак | Дијастолни крвни притисак |
| ------------------------------------------ | ----------------------- | ------------------------- |
| Нормалан крвни притисак                    | 120 mmHg и мање         | 80 mmHg и мање            |
| Прехипертензија (у ризику)                 | 120 до 139 mmHg         | 80 до 89 mmHg             |
| Висок крвни притисак (хипертензија) фаза 1 | 140 до 159 mmHg         | 90 до 99 mmHg             |
| Висок крвни притисак (хипертензија) фаза 2 | 160 mmHg или више       | 100 mmHg или више         |

Категорију крвног притиска „прехипертензија“  први пут је увео Седми заједнички национални комитет за превенцију, детекцију, евалуацију и лечење високог крвног притиска (ЈНЦ-7) 2003. године, заменивши претходне категорије високог крвног притиска означене као „високо нормалан“ и „изнад оптималаног“. Образложење за редефинисање ове категорије било је да се нагласи вишак ризика повезан са крвним поритиском у овом опсегу и да се повећа пажња клиничког и јавног здравља фокусира на превенцију хипертензије. Према наведеним препорукама прехипертензија настаје када су вредности систолоног крвног притиска између 120 и 139 mmHg а дијастолног између  80 и 89 mmHg.   
Термин прехипертензија се у медицини користи да укаже на стање када је неопходно да пацијент започне здравији начин живота, као што је здравија исхрана или започињање редовне физичке активности.  У том смислу након правовремено откривене прехипертензије пацијент би требало да приступити редукцији телесне тежине, редовној физичкој активности као и другим променама животног стила како би помогао свом организму у контроли повећаног крвног притиска као и снижавању ризика удружених са његовим настанком.

## Епидемиологија
Према подацима из Националне анкете о здрављу и исхрани из 1999. и 2000. године процењено је да је преваленција прехипертензије међу одраслима у Сједињеним Америчким Државама износила приближно 31%, и да је смањена на 28% према подацима из Националне анкетие о здрављу и исхрани у периоду од 2011. до 2012. године.  Преваленција је према овим истраживањима била већа међу мушкарцима него међу женама.

## Етиологија
Било који фактор који доводе до промена у артеријском зиду може изазивати повећање крвног притиска и појаве прехипертензије. У могуће  узрочнике овог стања сматрају се:
- Атеросклероза
- Опструктивна апнеја
- Обољење бубрега
- Болести надбубрежне жлезде
- Болести штитне жлезде
- Одређени лекови (контрацепцијске пилуле, лекови против болова итд.) хладна пића,  могу изазвати привремено повећање крвног притиска.

### Фактори ризика
У факторе ризика који повећавају ризик од развоја прехипертензије спадају:
- Старост (најчешће код млађих одраслих или старијих особа)
- Прекомерна гојазност
- Припадност мушком полу (чешће код мушкараца него код жена)
- Афроамеричког порекла
- Физичка неактивност
- Пушење дувана
- Породична историја високог крвног притиска
- Постојање високих вредности натријума као и ниске вредности калијума
- Конзумирање великих количина алкохола
- Постојање одређених хроничних стања (болести бубрега, шечерна болест, апнеја)

## Терапија
Лечење, како прехипертензије тако и хипертензије првог степена заснива се на промени начина живота и употреби лекова.

### Промена начина живота
Промена начина живота обухвата следеће нефармаколошке или хигијенско-дијететске мере:
- прекид пушења дувана
- смањење уноса соли на мање од 4 грама дневно, на један од следећа два начина: уносом хране без додате соли (избегавање индустријских супа, сухомеснатих производа, сланих грицкалица) и не досољавањем храну. Смањење соли смањује се систолни притисак за око 5 mmHg.
- прелазак на исхрану поврћем, воћем, месом коме је одстрањена масноћа, рибом, маслиновим уљем и млечним производима са мало масноће,
- смањити или сасвим елиминисати унос алкохола (смањује се систолни притисак за око 4 mmHg),[6][7]
- обавезна умерена физичка активност од 30 минута сваког дана, али не кроз подизање терета (систолни притисак се смањује за око 7 mmHg, а дијастолни за око 5 mmHg),[8][9][10]
- редукција телесне тежине односнои смањити обим струка на мање од 94 цм код мушкараца, и мање од 80 цм код жена, смањити индекс телесне масе испод 25 kg/m2 (смањење телесне тежине за 10 kg смањује систолни притисак за 6-10 mmHg).

Након што пацијент неколико месеци спроводе ове нефармаколошке мере, може се донети коначна одлука да ли је узимање антихипертензива неопходно.

### Лекови
Тиазидни диуретици
Добра страна тиазидних диуретика, који су лекови првог избора за већину пацијената са прехипертензијом су лака апсорпција из дигестивног тракта и дуготрајно дејство. Посебно су корисни код бубрежних обољења умерене тежине. У почетку они смањују васкуларни волумен, али се то убрзо компензује дејством ангиотензина, па настаје директни вазодилататорни ефекат. Делотворни су у мањим дозама од оних које се користе за лечење едема.  
Тиазиде не треба користити код пацијената са повишеном мокраћном киселином у крви, јер могу провоцирати напад гихта.
Диуретици Хенлеове петље
Диуретици Хенлеове петље имају краткотрајно дејство, тако да нису погодни за лечење   прехипертензије. Примењују се само ако пацијент има одмаклу инсуфицијенцију бубрега, јер тада тиазидни диуретици не делују.
Бета-блокатори
Бета-блокатори делују хипотензивно само код особа са повишеним притиском. Они прво смањују минутни волумен, а нешто касније смањују секрецију ренина, повишавају серумске триглицериде и снижавају ХДЛ, што им не иде у прилог. Од нежељених дејстава могу довести до хипергликемије, седације, импотенције, депресије и бронхоконстрикције (ово последње само код особе са астмом или хроничном опструктивном болешћу плућа).
Бета блокатори су корисни код пацијената са мигреном, јер спречавају појаву напада.
Блокатори калцијумових канала
Од блокатора канала за калцијум за лечење прехипертензијеи хипертензије првог
степена највише се користе дихидропиридини (нифедипин и амлодипин), који изазивају вазодилатацију. Верапамил и дилтиазем и смањују минутни волумен и доводе до вазодилатације, што није згодно код особа са инсуфицијенцијом срца, јер може доћи до декомпензације и АВ-блока после примене ових лекова.
Инхибитори ангиотензин-конвертујућег ензима
Инхибитори ангиотензин-конвертујућег ензима (AKE-инхибитори) имају  предност над осталим антихипертензивима јер успоравају губитак функције бубрега код болесника са хроничним обољењем бубрега. Међутим, AKE-инхибиторе би требало пажљиво примењивати код болесника са смањеним интраваскуларним волуменом и сужењем бубрежних артерија, јер могу провоцирати настанак акутне бубрежне инсуфицијенције. Ови лекови су посебно индиковани код дијабетичара са хипертензијом, јер успоравају развој нефропатије.
Један број болесника који користе ове лекове развије упоран суви кашаљ, који омета нормално функционисање особе. У тим случајевима се пацијенту могу прописати блокатори рецептора за ангиотензин, који имају исте корисне ефекте као АKЕ-инхибитори, а не изазивају суви кашаљ. 

#### Лечење једним леком
Лечење прехипертензије и хипертензије првог степена започињемо по правилу једним леком. Ефикасност тиазида, АKЕ-инхибитора, блокатора ангиотензинских рецептора, бета блокатора и блокатора калцијумских канала је сасвим слична, тако да се лекар може одлучити за неки из наведене групе лекова на основу придружених болести и индивидуланог стања пацијента које он можда има.  
На пример: после инфаркта миокарда требало би изабрати бета блокатор или АKЕ-инхибитор, јер они смањују значајно смртност код тог стања. Код шећерне болести, хроничне болести бубрега или дисфункције леве коморе требало би изабрати неки АKЕ-инхибитор, јер лекови из те групе успоравају прогресију ових обољења. 

#### Примена више лекова
Ако један лек не контролише хипертензију, треба додати нове лекове (корак по корак). То значи да би требало комбиновати лекове са различитим механизмом дејства, и постепено одредити оптималне дозе (полазећи од најмање па све до субмаксималне дозе), ради смањења нежељених ефеката.
На пример код пацијената са хипертензијом и нефротским синдромом, добар избор је комбинација диуретика и АKЕ-инхибитора.

### Мере опреза
Старије особе боље реагују на диуретике и дихидропиридинске блокаторе калцијумских канала, него на остале групе антихипертензива. Код њих треба избегавати бета блокаторе због склоности да изазову срчану инсуфицијенцију и АВ-блок у срцу, као и АКЕ – инхибиторе, јер су они слабије делотворни у тој старосној групи.
У трудноћи и лактацији је контраиндикована примена АКЕ-инхибитора и блокатора рецептора за ангиотензин, јер ови лекови ремете раст и развој ткива, што значи да делују тератогено и да успоравају развој одојчета.

## Превенција
У превенцији прехипертензије, коју би требало започети што пре,  препоручује се поред здравог начина живота и правовремено лечењу прехипертензивних стања, како би се зауставило њено  напредовања до високог крвног притиска (хипертензије). 
Превентивне мере укључују:
- Унос здравије хране
- Одржавање телесне тежине у физиолошким границама
- Уношење мањих количина кухињске соли
- Престанак конзумирања алкохолних пића
- Престанак пушења дувана

Што се пре започне са  мерама превенције, то је њихов ефекат бољи.

## Компликације
Прехипертензија сама по себи често не изазива компликације, али је ипак могуће погоршање здравственог стања као и развој повишеног крвног притиска (хипертензије) уколико се не предузму одређене превентивне мере.
Високе вредности крвног притиска могу оштетити виталне органе и повећати ризик од развоја одређених стања као што су срчани удар, срчана инсуфицијенција, инфаркт мозга, анеуризма или отказивање бубрега.
Према мета-анализа из 2014. године закључено је да прехипертензија повећава ризик од можданог удара,  чак и у случајевима ниске прехипертензије.
Док је мета-анализа из 2019. године показала је да повишен крвни притисак повећава ризик од срчаног удара за 86%, а можданог удара за 66%.